# Arescus
Arescus es un género de escarabajos  de la familia Chrysomelidae. En 1832 Perty describió el género.
Contiene las siguientes especies:
- Arescus histrio Baly, 1858
- Arescus hypocrita Weise, 1910
- Arescus labiatus Perty, 1832
- Arescus laticollis Weise, 1910
- Arescus vicinus Uhmann, 1926
- Arescus zonatus Weise, 1913